# 沙雅县
沙雅县（維吾爾語：شايار ناھىيىسى‎）是中国新疆维吾尔自治区阿克苏地区所辖的一个县。总面积为31868平方公里。自然资源非常丰富，中国最长的内陆河——塔里木河流经沙雅220公里，塔河两岸有世界面积最大、保存最完整的200万亩原始胡杨林，丛生着135万亩红柳、40万亩甘草、35万亩罗布麻，还有385万亩罗布麻，还有385万亩的湿地。这里有中国第一个亿吨级沙漠油田——哈德四油田，是塔里木油气勘探开发的主战场和重要接替区之一，油田设计年产能260万吨以上。

## 行政区划
沙雅县下辖7个镇、4个乡：
沙雅镇、托依堡勒迪镇、红旗镇、英买力镇、哈德墩镇、古勒巴格镇、海楼镇、努尔巴格乡、塔里木乡、盖孜库木乡、央塔克协海尔乡和沙雅县塔河管理委员会。

## 人口
2020年末，根据第七次人口普查数据显示：全县常住人口为278516人。

## 交通
- 217国道过境。